# Валенштајн (трилогија)
Валенштајн је циклус од три историјске драме немачког песника Фридриха Шилера из 1799. Ова драмска трилогија представља пример немачког романтизма. Састоји се од драма Валенштајнов логор, која представља дугачак пролог, Пиколомини, и Валенштајнова смрт.

### Валенштајнов логор
Представљајући увод за други и трећи део, Валенштајнов логор је далеко најкраћи део трилогије. Иако се главна радња трилогије одвија међу вишим официрима и племством, Валенштајнов логор одражава популарно мишљење, посебно оно војника у Валенштајновом логору. Одушевљени су својим командантом који је, по свему судећи, успео да окупи плаћенике из свих земаља Европе. Похваљују велику слободу коју им допушта - да пљачкају, на пример - кад год се не налазе у борби, и његове напоре у њихово име у преговорима са Светим римским царем, према коме су неке трупе критичне. Они такође хвале рат, као средство за побољшање сопственог живота, упркос његовом терету за цивилно становништво. У војсци има и Хрвата, који су приказани као озлоглашени пљачкаши.
Ипак чујемо како се сељак жали како трупе краду од њега, а монах критикује њихов изопачени живот. На крају овог дела, војници сазнају да цар намерава да стави део војске под команду шпанских Хабсбурговаца. Незадовољни, слажу се да ће замолити Макса Пиколоминија, једног од њихових команданата, да подстакне Валенштајна да не испуни цареве жеље.

### Пиколомини
Главна радња трилогије започиње другом драмом. Становиште (гледиште) се мења од оног обичних војника до оног заповедника који се, чекајући наредбе, састају у табору у близини Плзења у Чешкој, у срцу Хабзбуршких земаља. Већина их више воли војводу Валенштајна од цара Фердинанда. Војвода је више пута занемарио наредбе цара, због чега је овај наредио војводи да преда део своје огромне војске Шпанцима. Без воље, Валенштајн разматра оставку и, како би притискао цара на склапање мира, потајно преговара са шведским непријатељем. Подстичу га његови најближи другови, његов зет гроф Трчка и фелдмаршал Ило, који планирају да све команданте наведу на потписивање документа којим се обећава њихова оданост Валенштајну лично. Овај документ најпре има одредбу којом се верност потписника Валенштајну условљава његовом оданости цару, али Трчка и Ило тајно уклањају ту одредбу из копије коју официри заправо потписују.
Валенштајн обавештава своје другове о својим плановима, али - без његовог знања - један од њих, Отавио Пиколомини, је тајни царев присталица и ухода. Цар је овластио Пиколоминија да замени Валенштајна као главни командант, али Пиколомини је спреман да се одлучи на то само ако Валенштајн заузме отворени став против цара. Царски доушници успели су да ухвате једног од Валенштајнових преговарача који су били код Швеђана, а његово уклањање постаје неминовно. Ситуација се заоштрава јер су Октавиов син Макс Пиколомини (Шилеров измишљени лик) и Валенштајнова кћерка Текла (историјски лик) заљубљени. Макс је привржен Валенштајну, који га третира као сина, и не може да верује тврдњи свог оца да Валенштајн намерава да изда цара. "Пиколомини" се завршава Максовом одлуком да директно испита Валенштајна у вези са његовим плановима.

### Валенштајнова смрт
У последњем делу Валенштајнове трилогије сукоб најављен у другој драми избио је и води до трагичног закључка. Сазнавши да су царске трупе пресреле преговараче које је послао на преговоре са Швеђанима, Валенштајн претпоставља да цар сада има необориве доказе о његовој издаји. Након извесног оклевања и интензивног притиска које су вршили Ило, Трчка, а посебно његова свастика, грофица Трчка, Валенштајн одлучује да запали мостове: ступиће у званични савез са Швеђанима.
Али постоји опозиција. Отавио Пиколомини, царев шпијун, успева да убеди готово све главне официре Валенштајнове војске - нарочито Батлера - да га напусте. Уверен да је Валенштајн осујетио његово напредовање, Батлер одлучује да остане уз њега како би му се у погодном тренутку осветио. Макс Пиколомини, са своје стране, растрган је између своје верности цару, поштовања према Валенштајну и љубави према Текли. Коначно се одлучи да напусти Валенштајна, надајући се да неће бити тешких осећања, али за војводу је то последња кап. Валенштајн одлази са преосталим присталицама у Егер; Макс Пиколомини одлази у безнадежну битку са Швеђанима, што га кошта живота. Кад Текла сазна за ово, она потајно одлази на његов гроб, тамо да умре. Валенштајн такође жали због губитка Макса Пиколоминија, али верује да га је судбина одузела као накнаду за будућу срећу.
У ноћи, Батлерови официри, Макдоналд и Деверо, убију Илоа и Трчку на балу, а затим убију Валенштајна у његовој спаваћој соби. Драма се завршава последњим дијалогом Отавија и Валенштајновог најватренијег присталице, грофице Трчка, која умире од отрова који је узела. Напокон, Отавио сазнаје да га је цар, у знак захвалности, унапредио у кнеза.

## Цитати
Валенштајн о својим заслугама за цара Фердинанда:
...Једном већ сам
  Доказао да ти вредим као цела војска - ја сам!
  Пред снагом Шведске твоје су се трупе растопиле;
  Поред Леха је потонуо Тили, твоја последња нада;
  У Баварску, попут зимске бујице,
  Је Густав упао и у Бечу
  У својој палати цар је дрхтао.
  Војника је било мало, јер увек мноштво
  Прати срећу: све очи су биле упрте у мене,
  Њихова помагача у невољи; царев понос
  Клањао се пред човеком кога је увредио.
  Само да устанем и једном речју
  Окупим снаге у напуштеним логорима.
  Ја сам урадио то. Као бог рата моје име
  Обишло је свет. Бубањ је тукао; и
  Напустивши плуг и радионице, сви
  Похиташе давно познатим и вољеним заставама;
  И као шумски хор богат мелодијом
  Што се брзо окупи око феникса,
  Када му потекне из грла чаробна песма,
  Тако се борбена омладина Немачке
  Збила око мога орловског стега.
Грофица Трчка кнезу Пиколоминију, који је дошао да је ухапси после Валенштајнове смрти:  
 Мислите
   Боље о мени, него да верујете
   Да бих преживела пад своје куће.
   Нисмо се плашили да пружимо руке
   На краљевску круну - круна нам је судбином
   Ускраћена, али не осећај и дух
   Који припада круни! Сматрамо да је
   Храбра смрт достојнија нашем слободном сталежу
   Од нечасног живота. Узела сам отров.

1. ↑  У овом монологу из трећег чина драме Валенштајнова смрт, Валенштајн се реторички обраћа самом цару Фердинанду II.